# Ivan Ștîl
Ivan Ștîl (n. 8 iunie 1986, Komsomolsk pe Amur, RSFS Rusă, URSS) este un canoist ce a reprezentat Rusia, medaliat olimpic. A participat la o ediție a Jocurilor Olimpice (2012) în care a câștigat o medalie de bronz.

## Participări
Lista de mai jos prezintă principalele competiții la care a participat Ivan Ștîl de-a lungul carierei.
- canoeing at the 2012 Summer Olympics – men's C-1 200 metres[*]